# Lehký tank Mk III
Britský Lehký tank Mk III byl produkován v roce 1934, přičemž bylo vyrobeno pouhých 36 kusů. V době vypuknutí 2. světové války už sloužil jako školní verze, několik kusů bylo ve službě v Somálsku a Etiopii.